# 藤井亮

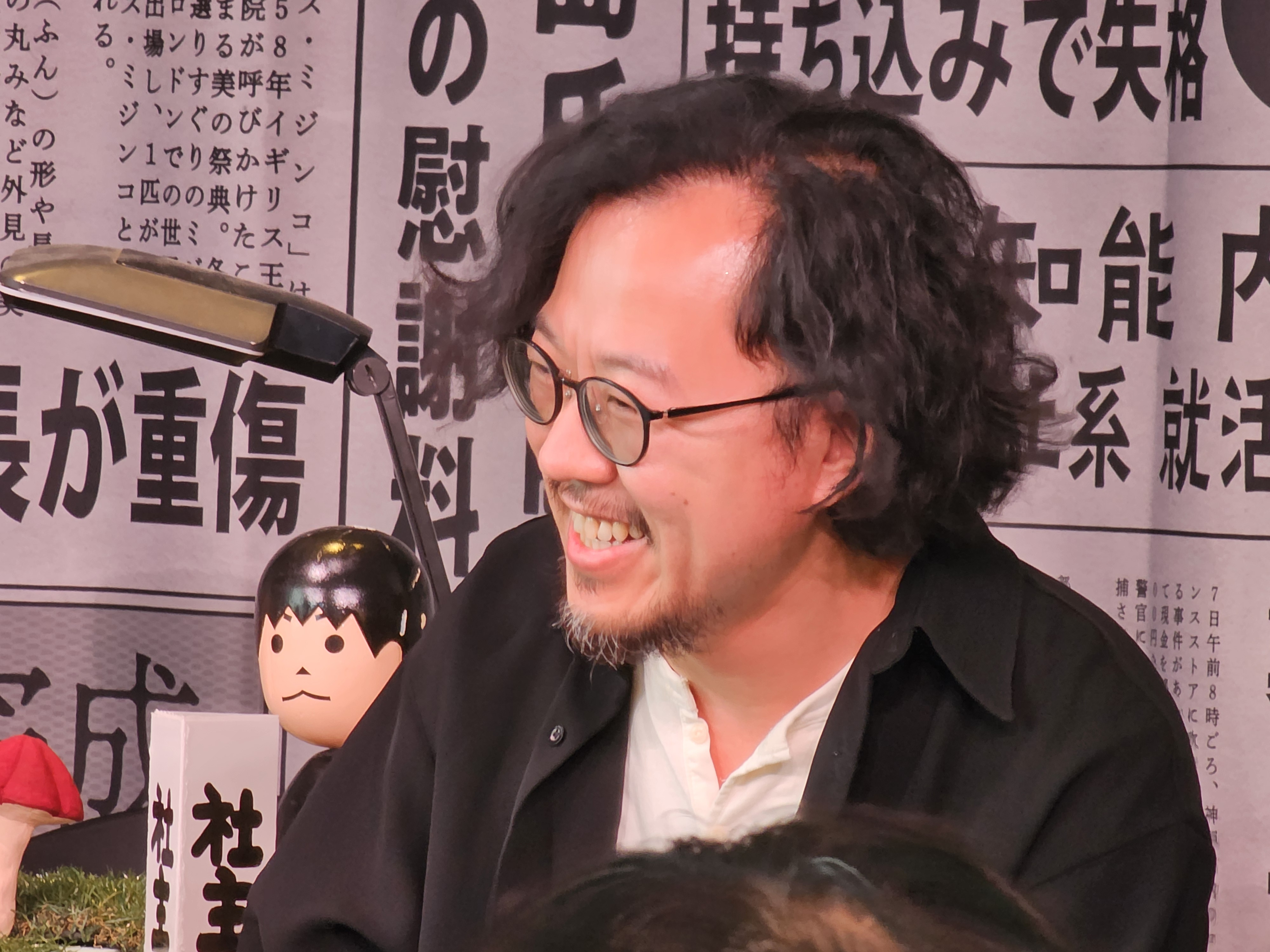
虚構新聞展のトークイベントにて（2024年3月）

藤井 亮 （ふじい りょう、1979年 - ）は、日本の映像作家、クリエイティブディレクター、アートディレクター、株式会社豪勢スタジオ（GOSAY studios）代表。

## 人物
愛知県半田市出身。武蔵野美術大学視覚伝達デザイン科卒業。
2003年に電通関西支社に入社しアートディレクター・CMプランナー・CMディレクターとして活動後、2019年に退社しフリーランスとなる。2020年に糸井重里によって命名された株式会社豪勢スタジオ（GOSAY studios）を設立。
ばかばかしい、くだらない、しょうもないアイディアを大人のセンスと技術で作品化する力に長けている。ファウンド・フッテージなどのモキュメンタリーや、1960-1970年代のアニメ作品・1970-1980年代の地方局のローカルCMのような、シミュラークル的な映像作品を得意とする。また自身が描いたイラストを使用することも多い。

## 主な作品

### CM・広告作品
- エヌ・ティ・ティ番号情報「タウンページ／うまい生篇」 - 東京コピーライターズクラブ「TCC賞」新人賞（2007年）[5]
- サノヤス造船『造船番長』シリーズ（アートディレクション・イラストレーション[6]、2010年） - 「カンヌライオンズ 国際クリエイティビティ・フェスティバル」PR部門 銀賞（2010年）[7]、ACC「2018 58th ACC CM FESTIVAL」テレビCM部門 ACC地域ファイナリスト（2018年）[8]
- 象印マホービン『圧力IH炊飯ジャー 南部鉄器 極め羽釜』新聞広告（イラストレーション、2011年）[9]
- 象印マホービン『圧力IH炊飯ジャー「風間杜夫と語る　1年だけ・テスト・かまど」』（イラストレーション[10]、2011年） -  ACC「2011 51st ACC CM FESTIVAL」テレビCM部門 ACCブロンズ[11]
- 神戸製鋼所 ウェブ広告（アートディレクション、2012年） - 日本経済新聞社「第3回日経電子版広告賞」日経電子版広告賞（2012年）[12]
- 宣伝会議『コピーライター養成講座「大阪教室TVCM」』シリーズ（2012年）[13]
- 赤城乳業『BLACK ガリガリ君の会社篇・じゃない（シングル・マルチ）篇・売上篇』（企画・アートディレクション[14]、2013年） - 放送批評懇談会「第50回 ギャラクシー賞」CM部門優秀賞（2013年）[15][16]、 ACC「2013 53rd ACC CM FESTIVAL」テレビCM部門 ACCシルバー・ACCブロンズ[17]
- 大日本除虫菊『サンポール ベンキー・シロイシ篇』（企画・イラストレーション・アニメーション、2015年） - ACC「2015 55th ACC CM FESTIVAL」フィルム部門Bカテゴリー ACCゴールド（2015年）[18]
- 大日本除虫菊『蚊がいなくなるスプレー　ボディビル篇』（企画・コピーライター・アートディレクション[19]、2015年） - ACC「2015 55th ACC CM FESTIVAL」フィルム部門Aカテゴリー ACCブロンズ（2015年）[20]
- 滋賀県『石田三成CM』シリーズ（クリエイティブディレクター・企画・コピーライター・アートディレクション・演出[21]、2016年） - ACC「2016 56th ACC CM FESTIVAL」フィルム部門Aカテゴリー ACCゴールド[22]・フィルム部門Bカテゴリー ACCシルバー[23]（2016年）、大阪コピーライターズ・クラブ「2016 OCC賞」準グランプリ（2016年）[24]、東京コピーライターズクラブ「TCC賞」一般部門 TCC賞（2017年）[25]
- 神戸製鋼所『舞妓さん（年の功）・舞妓さん（景気も大事）』（企画・コピーライター[26]、2016年） - ACC「2016 56th ACC CM FESTIVAL　フィルム部門Aカテゴリー」ACC地域ファイナリスト（2016年）[22]
- 真宗大谷学園『大谷中学校・高等学校 140周年記念　平均くんの悩み・平均くんのペット』（クリエイティブディレクター・企画・アートディレクション[27]、2016年） - ACC「2016 56th ACC CM FESTIVAL フィルム部門Aカテゴリー」ACC地域ファイナリスト（2016年）[22]
- 赤城乳業『BLACK　ゆるくねアニマル篇』ほか（企画・アートディレクション[28]、2016年） - ACC「2016 56th ACC CM FESTIVAL」フィルム部門Aカテゴリー ACCシルバー・ACCファイナリスト（2016年）[22]
- スルッとKANSAI協議会『PiTaPa　記憶イラストリレー』（クリエイティブディレクター・アートディレクション・イラストレーション[29]、2016年）[13]
- 宇治市『宇治市〜宇治茶と源氏物語のまち〜』（クリエイティブディレクター・企画・演出・キャラクターデザイン・ドット絵[30]、2017年） - 2020年にゲームアプリとして配信、ACC「2020 60th ACC TOKYO CREATIVITY AWARDS」ブランデッド・コミュニケーション部門 Aカテゴリー ACCファイナリスト（2020年）[31]
- テレビドガッチ（現・TVerプラス）『はめたろう』（2018年）[32]
- NHK Eテレ『ミッツ・カールくん』（2018年）[33]
- リブセンス『マッハバイト　正体不明のヒーロー・イチマン』シリーズ（2019年）[34]
- リブセンス『マッハバイト　無音アドトラック』（2019年）
- 滋賀ホンダ販売『車鎮祭』（クリエイティブディレクター・企画・アートディレクション・イラストレーション・演出、2018年）[35]
- 日本建設工業『星のタービン』（クリエイティブディレクター・企画・演出・アニメーション、2019年）[36][37]
- BS日テレ『バブちゅ～裏の顔』（クリエイティブディレクター・企画・コピーライター・アートディレクション・プロダクションマネージャー・アニメーション[38]、2020年） - ACC「2020 60th ACC TOKYO CREATIVITY AWARDS」フィルム部門Aカテゴリー ACCブロンズ（2020年）[39]
- 滋賀県『ニュートンに学ぶ、これからの滋賀ノーマル』（ディレクター・企画・コピーライター・アートディレクション[40]、2021年） - ACC「2021 61st ACC TOKYO CREATIVITY AWARDS」フィルム部門Bカテゴリー ACCシルバー（2020年）[41]、大阪広告協会「第4回 HaHaHa Osaka Creativity Awards」HaHa賞（2021年）[40]
- Cygames『グランブルーファンタジー 夏のキャンペーンCM』（クリエイティブディレクター・企画・演出・アニメーション、2021年）[33]：「1000万ゴリラ篇」・「1000万カエル篇」・「1000万祭篇」・「1000万ラーメン篇」
- 日本建設工業『俺たち！ボイラーズ』（2021年）[37]
- 大阪府警察『警察官募集ポスター』
- 日本建設工業『未来戦士エナジー4』（2023年）[37]

### MV
- 三戸なつめ『前髪切りすぎた』・『「前髪切りすぎた」のMV作りすぎた』（監督・アニメーション・編集[13]、2015年） - 「2015 55th ACC CM FESTIVAL」インタラクティブ部門 審査員特別賞 イラストレーション賞（2015年）[42]
- 夢見るアドレセンス『リーダーシップ』（2016年）[43]
- ザ・たこさん『カッコイイから大丈夫』・『お豆ポンポンポン（Beanman vs Zombies)』（企画・監督、2017年）[44][45]
- ベボガ！『4文字メロディー』（監督、2017年）[46]
- オメでたい頭でなにより『金太の大冒険』（ディレクター・アニメーション、2020年）[33][47]
- オメでたい頭でなにより 『ガラガラヘビがやってくる』（監督・アニメーション、2022年）[48]
- ラフ×ラフ『100億点』（監督、2023年）[49]
- キタニタツヤ『次回予告』（監督、2024年）[50]

### テレビ番組
- NHK BSプレミアム『#（笑）動画作ってみた』：「ストップ恋愛・ゼッタイダメ」（2016年）
- NHK BSプレミアム『#（笑）動画作ってみた』：「プロファイリング昔話」（2017年）
- NHK Eテレ『テクネ 映像の教室』：「サウンドロゴしりとり」（クリエイティブディレクター・プランナー・企画・演出[51][33]、2017年） - 文化庁「第21回 文化庁メディア芸術祭」エンターテインメント部門 審査委員会推薦作品（2018年）[52]、 ACC「2013 53rd ACC CM FESTIVAL」フィルム部門Bカテゴリ ACCゴールド[53]
- フジテレビ『じゃじゃじゃじゃ〜ン!』（コンテンツ監修・制作、2018年）：「からだざつお」・「なんでもカーグランプリ」・「クレーンゲーマーつかみ」・「ドットくん」・「シンメトラー轟」ほか
- NHK Eテレ『オドモン』：「サンカクサンカッケー」（作詞・演出、2020年）
- NHK Eテレ『オドモTV』：「オドモCM」など（出演・制作、2021年）
- 日本テレビ『上田若林の撮れ高』（ロゴ・オープニング映像、2022年）
- NHK Eテレ『TAROMAN 岡本太郎式特撮活劇』（監督・脚本・構成・キャラクターデザイン・イラスト・光線アニメーション・小道具、2022年） - 放送文化基金「第49回放送文化基金賞」エンターテインメント部門 優秀賞、脚本・演出賞[54]、 ACC「2023 63rd ACC TOKYO CREATIVITY AWARDS」ブランデッド・コミュニケーション部門 Bカテゴリー 総務大臣賞／ACCグランプリ[55]

### テレビアニメ
- TOKYO MX『別冊オリンピア・キュクロス』（監督・脚本・アニメーション・キャラクターデザイン、2020年）[33]

### ドラマ
- Amazonプライムビデオ・ドラマ『77部署合体ロボダイキギョー ドラマ・伝え方が9割』（原案・監督、2017年）
- フジテレビ『乃木坂シネマズ〜STORY of 46〜』：「第三話『超魔空騎士アルカディアス」（監督・脚本・アニメーション、2020年）

### PV
- 奇譚クラブ『カプセルトイの歴史〜古代篇・近代編・未来編〜』（クリエイティブディレクター・プランナー・コピー・イラスト・アニメーション・演出、2022年） - 「2022 62nd ACC CM FESTIVAL」フィルム部門Bカテゴリー 総務大臣賞／ACCグランプリ（2022年）[56]

### 漫画
- 『藤井亮の珍夢日記』（2015年・2023年 - ） - 最近見た夢を紹介するエッセイ漫画。ポニーキャニオン公式ニュースサイト「PONYCANYON NEWS」で毎週木曜日に掲載されていたが[57]、1年間で連載終了。雑誌『コマーシャル・フォト』（玄光社）2023年2月号から連載再開[58]。
- 『クリごはん』（2015 - 2017年） - 現役のCMクリエイターを紹介するマンガ。雑誌『コマーシャル・フォト』（玄光社）2016年1月号[59]から2017年3月号[60]まで連載。全15回。
- 『コマ・フォト広告社（仮題）』（2017 - 2018年） - 雑誌『コマーシャル・フォト』（玄光社）2017年4月号[61]から2018年3月号[62]まで連載。
- 『何がうけるかわからない』（2018 - 2022年） - エッセイ漫画。雑誌『コマーシャル・フォト』（玄光社）2018年5月号[63]から2022年12月号[64]まで連載。

### その他
- ショートフィルム『NEO-1-03 THE INSTINCT FOR SURVIVAL ～生存本能～』（監督、2009年）[65]
- 自主製作『汎用動画シリーズ　汎用謝罪動画』・『汎用動画シリーズ 汎用解説動画』（2019年）
- 川崎市 藤子・F・不二雄ミュージアム『セイカイはのび太？』（監督・企画・アニメーション、2020年）[4]
- 奇譚クラブ『大嘘博物館 カプセルトイ2億年の歴史展』（クリエイティブディレクター・プランナー・アートディレクター・コピーライター、2022年） - 「2022 62nd ACC CM FESTIVAL」ブランデッド・コミュニケーション部門Bカテゴリー ACCシルバー（2022年）[66]

## 主な受賞
- The One Club「カンヌライオンズ国際クリエイティビティ・フェスティバル」ヤングクリエイティブコンペティション プレス部門 日本代表（2004年）[67]
- 大阪広告協会「第49回やってみなはれ佐治敬三賞」（2016年）[68]
- ACC「2016 56th ACC CM FESTIVAL　クラフト賞」小田桐昭賞（2016年）[69]
- デジタルメディア協会「第28回 AMD Award '22」江並直美賞（2023年）[70]
- 放送文化基金「第49回放送文化基金賞」脚本・演出賞（『TAROMAN 岡本太郎式特撮活劇』）（2023年）[54]